# Bachana Tskhadadze
Bachana Tskhadadze - em georgiano, ბაჩანა ცხადაძე (Tbilisi, 23 de outubro de 1987) é um futebolista georgiano que atua como atacante.
Iniciou a carreira em 2006, no Sioni Bolnisi. Em seu país natal, jogou ainda por WIT Georgia Tbilisi, Ameri Tbilisi, Gagra e Spartaki Tskhinvali. Defendeu também Standard Sumgayit, Inter Baku e Simurq PIK, todos do Azerbaijão. Conseguiu destaque no Inter, onde jogou 116 partidas entre 2010 e 2015 e, inclusive, foi treinado por seu pai, Kakhaber Tskhadadze. O atacante chegou a renovar seu contrato com os Bankirlər em maio de 2014, porém deixou a equipe, sendo contratado pelo Flamurtari Vlorë.
Pela Seleção Georgiana de Futebol, estreou em 2014 e, desde então, atuou em 5 jogos.